# Корчагин, Пётр Иванович
Пётр Иванович Корчагин (9 февраля 1907 — 27 января 1954) — советский военный деятель, полковник, участник Великой Отечественной войны.

## Биография
Пётр Иванович Корчагин родился 9 февраля 1907 года в городе Камышине (ныне — Волгоградская область). В 1930 году окончил дорожное отделение Саратовского строительного техникума, после чего трудился начальником изыскательной партии под строительство шоссейных и грунтовых дорог. С февраля 1931 года работал на строительстве дороги Сталинград — Тракторный завод. В октябре того же года был призван на службу в Рабоче-Крестьянскую Красную Армию. В 1932 году окончил команду одногодичников, после чего служил на командных должностях в различных артиллерийских частях. Участвовал в боевых действиях на озере Хасан. С октября 1938 года занимал должность начальника штаба артиллерии 32-й стрелковой дивизии. В июне 1939 года направлен на учёбу в Военную академию имени М. В. Фрунзе. Накануне войны окончил второй курс и был переведён в Высшую школу ПВО Красной Армии.
С начала Великой Отечественной войны — на её фронтах. Был начальником оперативного отдела Кобринского бригадного района ПВО, затем помощником начальника отдела ПВО 4-й армии. Участвовал в Смоленском сражении, будучи старшим помощником начальника отдела Управления ПВО Центрального фронта, позднее находился на той же должности в штабе Брянского фронта. Участвовал в битве за Москву. Зимой 1941—1942 годов был направлен на Юго-Западный фронт, в штаб оперативной группы генерал-лейтенанта Ф. Я. Костенко. С апреля 1942 года возглавлял отдел ПВО 48-й армии. В июле 1942 года назначен командиром 1283-го армейского зенитно-артиллерийского полка. Участвовал в боях под Орлом, Ливнами, на Мценских высотах, в Воронежско-Касторненской операции. С мая 1943 года командовал 12-й зенитно-артиллерийской дивизии. Активно участвовал в Курской битве и освобождении Украинской ССР, во время которых зенитчики под его командованием сбили более сотни вражеских самолётов. В дальнейшем Корчагин участвовал в освобождении Белорусской ССР, Польши, в Берлинской операции.
После окончания войны продолжал службу в Советской Армии. В 1946 году Корчагин окончил Высшие академические курсы при Военной артиллерийской академии имени Ф. Э. Дзержинского. С апреля 1950 года занимал должность заместителя по зенитной артиллерии командующего артиллерией Прибалтийского военного округа. Жил в Риге. Скончался 27 января 1954 года.

## Награды
- Орден Ленина (6 апреля 1945 года);
- 3 ордена Красного Знамени (3 мая 1943 года, 3 августа 1945 года, 19 ноября 1951 года);
- Орден Кутузова 2-й степени (23 августа 1944 года);
- Орден Отечественной войны 1-й степени (31 августа 1943 года);
- Орден Красной Звезды (5 ноября 1946 года);
- Медали «За отвагу» (25 октября 1938 года), «За боевые заслуги» (3 ноября 1944 года), «За оборону Москвы», «За освобождение Варшавы», «За взятие Берлина» и другие.